# Banco di Agulhas

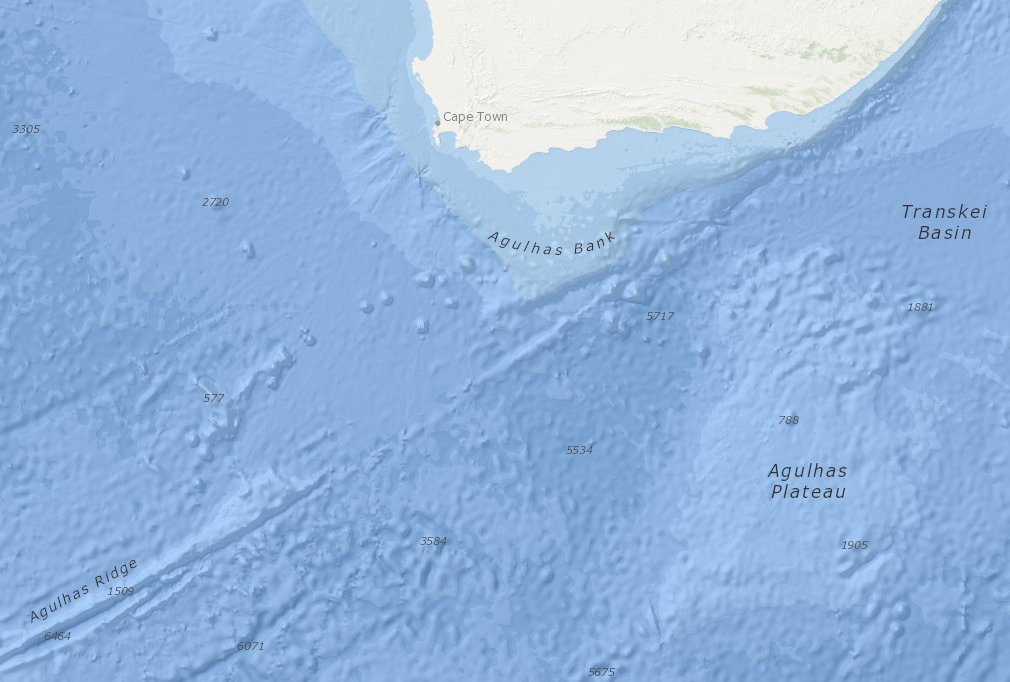
Il banco di Agulhas è compreso tra la costa meridionale del Sudafrica e il plateau di Agulhas.

Il banco di Agulhas è una estesa e poco profonda propaggine sottomarina della piattaforma continentale posizionata a sud del Sudafrica, e che si estende per circa 250 km a sud del Capo Agulhas prima di sprofondare ripidamente nella sottostante piana abissale.
È la regione dell'oceano in cui le calde acque dell'Oceano Indiano si incontrano con le più fredde acque dell'Oceano Atlantico. Questa convergenza rende la navigazione in queste acque molto infida e ha causato un notevole numero di naufragi. Tuttavia la contemporanea presenza di acque calde e fredde favorisce lo sviluppo di un ambiente ricco di nutrienti che lo rendono uno dei migliori siti per la pesca nel Sudafrica.

## Caratteristiche

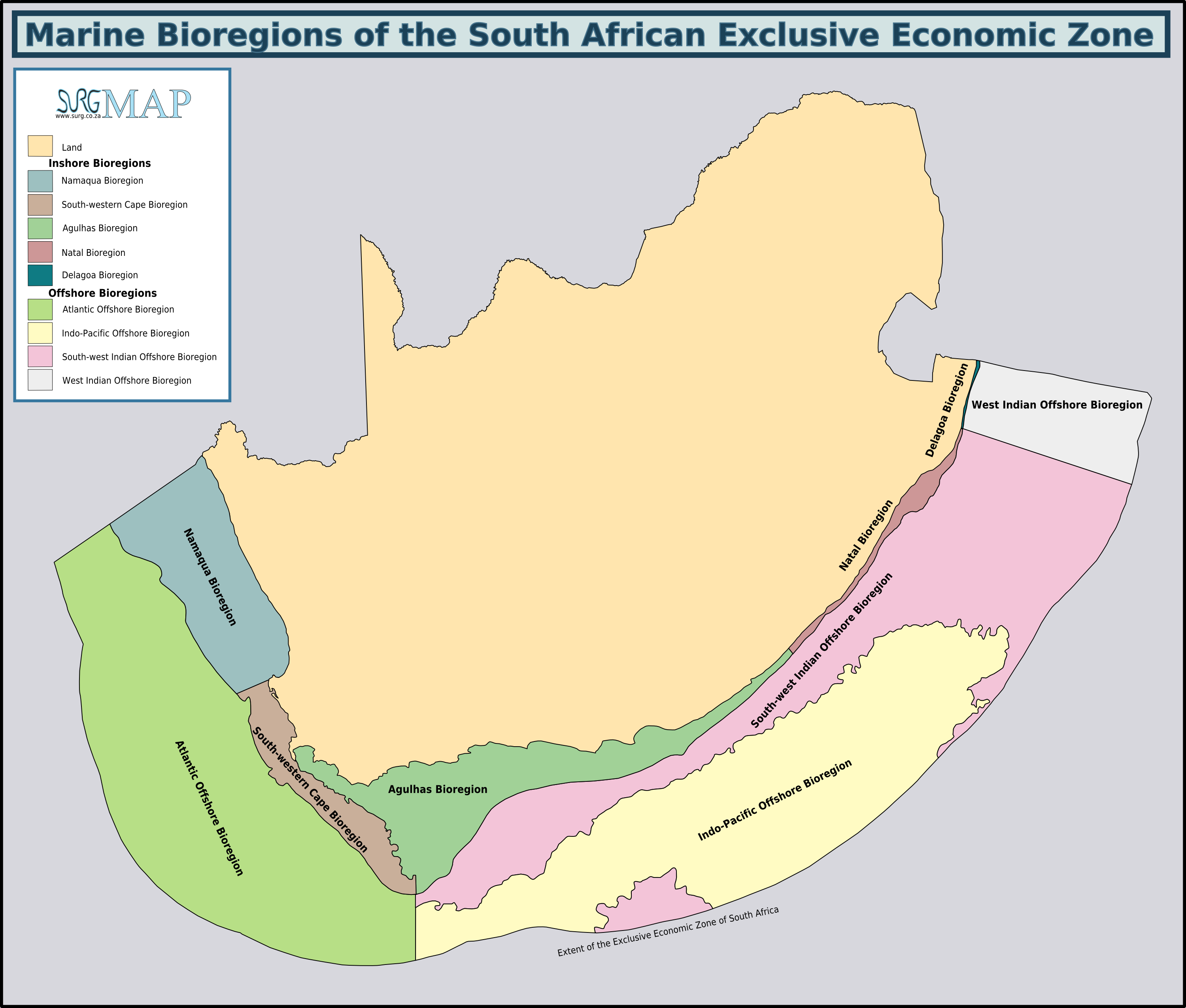
Le bioregioni riconosciute dal "National Spatial Biodiversity Assessment 2004".

Il banco di Agulhas si estende per circa 800 km lungo la costa africana al largo della penisola del Capo (18°E) fino a Port Alfred (26°E), e fino a una distanza di 250 km dalla costa.
Il banco ha una profondità di circa 50 m vicino alla costa e raggiunge i 200 m prima di sprofondare ripidamente a 1000 m nel margine meridionale. In totale copre un'area di 11600 km2 con una profondità media di poco superiore ai 100 m.
Il "National Spatial Biodiversity Assessment 2004" ha riconosciuto 34 biozone all'interno di 9 bioregioni (di cui 4 al largo). Il successivo "National Biodiversity Assessment 2011" ha rimpiazzato la terminologia biozone con ecozone e ecoregioni e suddiviso l'ecoregione di Agulhas in quattro ecozone distinte: Agulhas inshore,  Agulhas inner shelf, Agulhas outer shelf e Agulhas shelf edge, con 33 tipi di habitat bentici identificati nel banco di Agulhas.
Lungo la costa dell'ecoregione di Agulhas ci sono decine di scogliere che si sviluppano tra 5 e 30 m al di sotto del livello del mare. La maggior parte di queste scogliere sono costituite da eolianite o arenaria, ma alcune sono costituite da granito, quarzite e siltite. La tipologia di queste scogliere è piuttosto eterogenea e include vari sottotipi; alcune sono all'interno di aree protette, ma solo in pochi casi la protezione si estende anche alla pesca.